# Liriomyza vulcanica
Liriomyza vulcanica är en tvåvingeart som beskrevs av Zlobin 1997. Liriomyza vulcanica ingår i släktet Liriomyza och familjen minerarflugor. Inga underarter finns listade i Catalogue of Life.